# ビリーヴ (松本伊代の曲)
「ビリーヴ」は、1984年11月1日に発売された松本伊代の13枚目のシングル。

## 解説
- 作詞に初めて売野雅勇を起用した楽曲。
- 当時の所属事務所同僚だった高部知子が主演のTBS系テレビドラマ『転校少女Y』の主題歌として使われた。なお、ドラマ本編に松本本人は出演していない。

## 収録曲
- 両楽曲共に、作詞：売野雅勇／作曲：筒美京平／編曲：萩田光雄

1. ビリーヴ [3:53]
2. 淋しさに負けないで [4:19]